# Oluf Gerhard Tychsen
Oluf Gerhard Tychsen (født 14. december 1734 i Tønder, død 30. december 1815 i Rostock) var en dansk orientalist.
Tychsen studerede i Halle; hans lærer her førte ham på grund af hans grundige hebraiske kundskaber og indsigt i den rabbinske litteratur ind på jødemissionen, men snart opgav han den og modtog en plads ved universitetet i Bützow, hvorfra han senere, da dette forenedes med universitetet i Rostock, flyttede herhen. Tychsens talrige værker er nu ganske forældede, men stod i sin tid i stor anseelse, ligesom han også var i personlig forbindelse med en mængde fagfæller hele verden over.